# Albert Assayag
Ne doit pas être confondu avec Miguel Benasayag.
Albert Assayag, né le 16 décembre 1938 à Kénitra, est un auteur-compositeur, pianiste, accordéoniste, arrangeur et chef d'orchestre français. Il exerce également en tant que guide musical et artistique.

## Études musicales
Il étudie la musique, principalement l'écriture, entre 1960 et 1963 à l'École Normale de Musique de Paris.

## Sa carrière
Albert Assayag débute en tant qu'arrangeur musical et compositeur de musique pour la télévision, notamment France Inter et Télé Monte Carlo (Indicatif de la chaine).
Au printemps 1969, il rencontre Mouloudji avec qui il travaillera longtemps comme arrangeur, chef d'orchestre et compositeur. Mouloudji lui présente Jacques Canetti. Ce dernier lui demande de mettre en musique quelques textes écrits par Boris Vian, par la suite enregistrés par Mouloudji, composés et arrangés par Albert Assayag. Dernièrement, en juin 2009 sort ce quadruple album, en commémoration des 50 ans de la mort de Boris Vian intitulé "Boris Vian 100 chansons", incluant toutes les chansons écrites par Albert Assayag sur les textes de Boris Vian.
En 1972, il rencontre Eddie Barclay à la suite du succès de Lamento (de Frédéric Monteil) édité par Disques Barclay. Jusqu'en 1981, il travaillera avec lui en tant que compositeur, réalisateur, producteur et directeur artistique.

## Le Cours de Formation à la Chanson
Au milieu des années 1980, il décide de mettre son expérience musicale au service de jeunes artistes qui ont envie de chanter pour leur plaisir ou d'en faire leur métier. Il monte alors son Cours de Formation à la Chanson, au Centre de Danse du Marais, qui ne désemplit pas depuis plus de 23 ans.
Ce cours a vu naitre de jeunes talents, tels, pour les plus connus et plus récents, Lena Ka, Benjamin Siksou, Joyce Jonathan, Florence Rome, Laure Botella, Arielle Bailleuxou Tal..

## Discographie

### 33 tours
- Le mariage juif - Luc Cherki (1974), Barclay
Direction musicale, arrangements : Albert Assayag
- Le cœur du monde - John William (1981), Milan
Le sang mêlé (Richard Joffo/Albert Assayag)
- Mouloudji, Cecile Vassord, Jacques Higelin - Disques Jacques Canetti
Paroles Boris Vian, musique Mouloudji et Albert Assayag :
Allons z'enfants
Conseils à un ami
Chanson de charme
Le politique
Arrangements et direction d'orchestre : Albert Assayag
- Musicalement votre, Music for Radio and TV, musical illustrators. Film Music - Clubs. - Richard Morand. Editions Montparnasse 2000 (Années 1970, à préciser)
Compositions originales de Richard Morand et Albert Assayag
Direction d'orchestre : Albert Assayag
- Musique et Chants sacrés - Hommage à Charles Péguy par Christian Portanier, Editions Amplitude (1984)
Production et réalisation : Albert Assayag
Musique composée et dirigée par Albert Assayag
- Chansons de Révolte - Le groupe Monthéhus, Milan
Arrangements et direction d'orchestre A. Assayag
- Le Nord et le Sud - Fabienne, RCA Editeur
Orchestration : A. Assayag
Interprétation :Sur le chemin du Sud, Sur le chemin du Nord
Compositeur des musiques : Le petit violon et Time trees

### 45 tours
- Le p'tit coin de café - Frédéric Dial, Barclay (1981)
Direction musicale : Sam Fenering (A. Assayag)
- Marie-juana - Lo Arthur série Gemini (1967)
Orchestre et direction : Lo Arthur et Sam Fenering (A. Assayag)
- Dans ma petite ville, Les trois amis, Si j'étais, Les bonnes âmes - Guy Montfaur - Editions de la boite à musique
Arrangements et orchestration : Albert Assayag
- Si l'amour est du voyage - Roger Mathieu, Mercury
Arrangements A. Assayag
- Un paradis d'amour - José Francis, RCA
Musique : Albert Assayag et Jean Claudric
- Ole viva Francia (mondial 1982) - Emmanuel et le groupe du Marais
Musique, arrangements et réalisation musicale : A. Assayag
- Contact - Bamako, Carrere (1983)
Arrangements : A. Assayag
- La musique des hommes - John William, EM (1984)
Musique : Albert Assayag
- Notre premier enfant - David Christie, Série Parade (1973)
Arrangements : Sam Fenering (Albert Assayag)
- L'amitié après l'amour et Je t'aime Gégé - Gérard Berliner, Allo music (1978)
- C'est la vie à vingt ans et Marcher sur les mains - Gérard Berliner, Allo music (1978)
Arrangements et direction orchestrale : Albert Assayag
- Ni le vent, ni la pluie et mille et un jours - Christine Moncenis, Yonal
Direction musicale : Albert Assayag
- Sensation et la magicienne - Christine Moncenis, Disques Mouloudji
Orchestration et direction : A. Assayag
- Lamento - Frédéric Monteil, Barclay (juin 1972)
Direction musicale : Sam Fenering (A. Assayag)

### CD
- Music around the world : Israel - Avi Toledo / Eric Zenou / Albert Assayag - Hérisson vert (1998)
Arrangements et Accordéon : Albert Assayag
- La Renaissance - Michel Orso de la tournée âge tendre
 La chanson du bonheur musique par Albert Assayag